# مهسا مردانی
مهسا مردانی (زاده ۲ فروردین ۱۳۶۷ - اصفهان) تکواندوکار اهل کشور ایران است.
از افتخارات وی می‌توان به کسب مدال برنز پومسه انفرادی در مسابقات تکواندو جوانان جهان ۲۰۰۸، مدال نقره پومسه انفرادی در مسابقات تکواندو جوانان جهان ۲۰۰۹، مدال طلا پومسه انفرادی در مسابقات تکواندو جوانان آسیا ۲۰۱۰، مدال نقره و برنز پومسه تیمی و انفرادی در پومسه دانشجویان جهان ۲۰۱۰، مدال طلا پومسه انفرادی در مسابقات تکواندو آسیا ۲۰۱۰، دو مدال مدال نقره پومسه تیمی و انفرادی در مسابقات تکواندو جهان ۲۰۱۰، دو مدال مدال نقره پومسه تیمی و انفرادی در المپیک دانشجویان جهان ۲۰۱۱، مدال نقره پومسه انفرادی در مسابقات تکواندو دانشجویان جهان ۲۰۱۲ کره جنوبی و دو مدال طلا پومسه تیمی و پومسه آزاد دو نفره در بازی‌های همبستگی کشورهای اسلامی ۲۰۱۳ اندونزی اشاره کرد.